# Petrus Diergaardt
Petrus Diergaardt (* 1935; † 24. Oktober 2006 in Windhoek) war ein namibischer evangelisch-lutherischer Theologe. Von 1995 bis 2001 war er Bischof der Evangelisch-Lutherischen Kirche in der Republik Namibia (ELCRN), der mit etwa 350.000 Mitgliedern zweitgrößten evangelisch-lutherischen Kirche Namibias.
Diergaardt war seit den 1960er-Jahren Pastor verschiedener evangelisch-lutherischer Gemeinden Namibias. Seine theologischen Überzeugungen und sein Einsatz für die Menschlichkeit brachten ihn mehrfach in Widerspruch zu den südafrikanischen Kolonialherren und dem Apartheid-Regime. 1980 wurde er zum Generalsekretär der ELRCN gewählt. Dieses Amt übte er bis zu seiner Wahl zum Bischof der Evangelisch-lutherischen Kirche in der Republik Namibia im Jahre 1995 aus.
Diergaardts Amtszeit als Bischof war einerseits geprägt von innerkirchlichen Auseinandersetzungen sowie ethnischen und persönlichen Konflikten, die die ELCRN seit der gescheiterten Bischofswahl von 1993 belasteten. Andererseits kam es unter Diergaardts Leitung zu einer zunehmenden Offenheit zwischen den drei lutherischen Kirchen Namibias. Diergaardt sprach sich mehrfach für die Bildung einer Vereinigten Evangelisch-Lutherischen Kirche Namibias aus. 
Unter Führung Bischof Diergaardts beschloss die ELCRN 1999 ihr umfangreiches AIDS-Programm, das im Juli 2001 endlich seine Arbeit aufnehmen konnte. Sein Nachfolger im Bischofsamt wurde der ehemalige stellvertretende Parlamentspräsident Namibias, Dr. Zephania Kameeta.
Nach seiner Emeritierung zog sich Diergaardt weitgehend aus der Öffentlichkeit zurück. Am Nachmittag des 24. Oktober 2006 starb Petrus Diergaardt im Katutura-Krankenhaus in Windhoek nach kurzer Krankheit. Diergaardt war verheiratet und hatte drei Kinder.
| Vorgänger        | Amt                                                                                   | Nachfolger       |
| ---------------- | ------------------------------------------------------------------------------------- | ---------------- |
| Hendrik Frederik | Bischof der Evangelisch-Lutherischen Kirche in der Republik Namibia (ELCRN) 1995–2001 | Zephania Kameeta |

| Personendaten    | Personendaten                                 |
| ---------------- | --------------------------------------------- |
| NAME             | Diergaardt, Petrus                            |
| KURZBESCHREIBUNG | namibischer evangelisch-lutherischer Theologe |
| GEBURTSDATUM     | 1935                                          |
| STERBEDATUM      | 24. Oktober 2006                              |
| STERBEORT        | Windhoek                                      |